# Уорм Ривър
Уорм Ривър (на английски: Warm River) е град в окръг Фримонт, щата Айдахо, САЩ. Уорм Ривър е с население от 10 жители (2000) и обща площ от 1,9 km². Намира се на 1614 m надморска височина. ЗИП кодът му е 83420, а телефонният му код е 208.